# Fiodor Sielin
Fiodor Sielin (ur. 1899, zm. 1960) – rosyjski/radziecki piłkarz i trener piłkarski.
Grać w piłkę nożną zaczął jeszcze w czasach carskich w drużynie SKŁ. Potem występował w innych moskiewskich klubach, takich jak Priesnia (Triochgorka) i Dinamo.
Zagrał w dwóch oficjalnych meczach reprezentacji ZSRR i czterech nieoficjalnych. Wystąpił także w reprezentacji Moskwy w 1936.
Po zakończeniu kariery piłkarskiej był trenerem Torpedo Moskwa (1945) oraz Dzierżyńca Czelabińsk (1946). W 1947 sprawował funkcję „naczelnika” w klubie Piszczewik Moskwa.